# Казимир Длуський

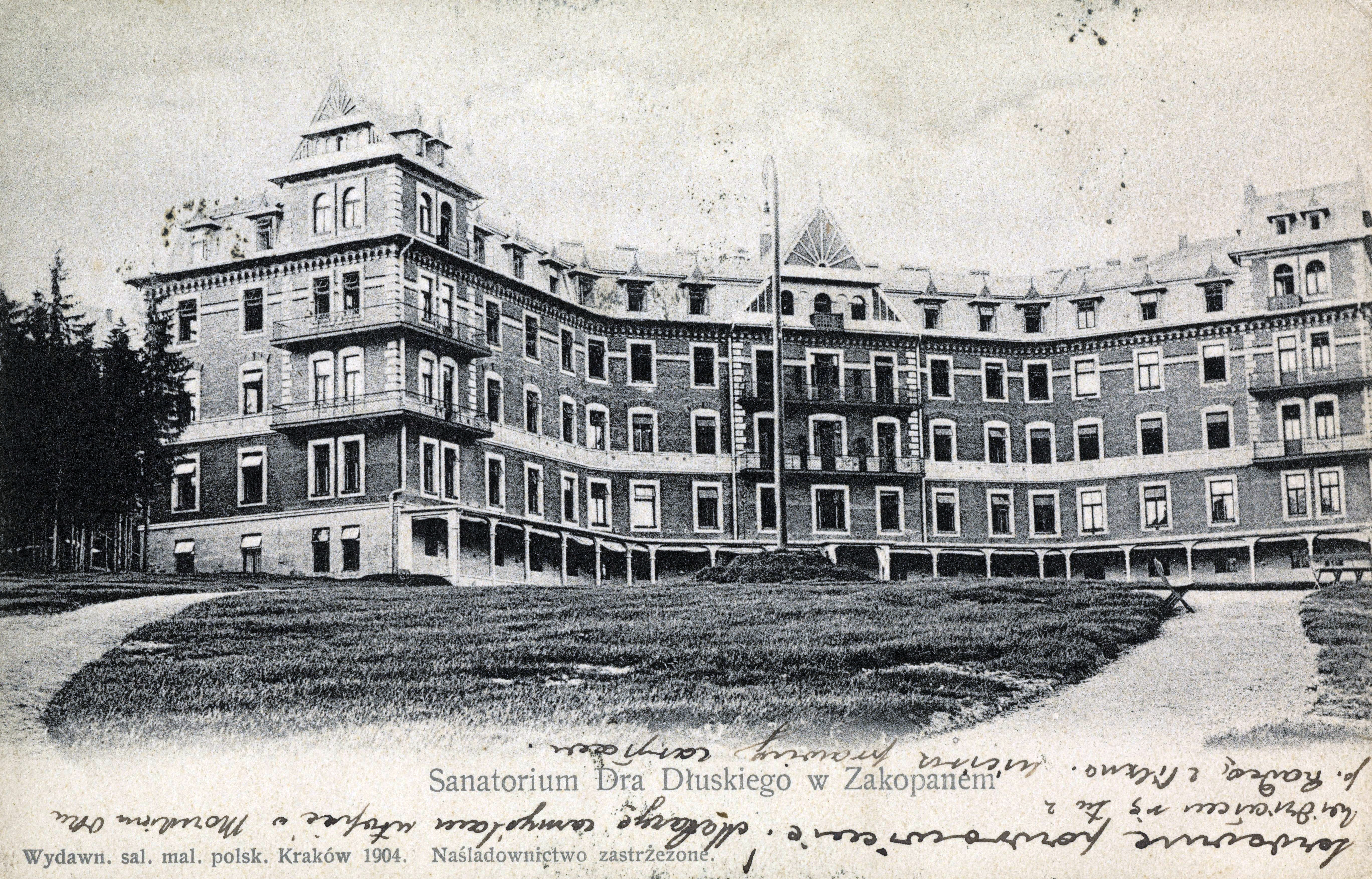
Санаторій доктора Длуського у Закопане, листівка

Казимир Длуський (пол. Kazimierz Dłuski; народився 1 листопада 1855 року, Сосновець Могилівської губернії, Російська імперія — помер 6 вересня 1930 року, Отвоцьк, Польща) — польський лікар-пульмонолог, громадський і політичний діяч, пов'язаний з польським соціалістичним рухом (Польська соціалістична партія), зять Марії Склодовської-Кюрі.

## Життєпис
Під час навчання у Варшавському імператорському університеті, в 1877 році він вступив до щойно організованого соціалістичного гуртка. До 1878 року, співпрацюючи з Л. Варинським, займався створенням перших революційних гуртків в Одесі та Варшаві. У 1878 році, уникаючи арешту, емігрував до Швейцарії, де налагодив контакт із польськими соціалістами, які там перебували. Він публікувався у соціалістичному журналі «Рівність» (пол. «Równość») (1879—1881), у другому випуску був автором статті «Патріотизм та соціалізм», яка викликала чимало суперечок у тогочасних соціалістичних колах. Длуського звинуватили у анархістських симпатіях (він виступив проти цих двох термінів) і засудили за критику політичної боротьби. Після цієї публікації між Болеславом Лімановським та Длуським виник конфлікт, який закінчився розривом співпраці Лімановського з редакцією. У жовтні 1881 року Длуський взяв участь у з'їзді делегатів соціалістичних партій та груп у Коаре, де обговорювалося питання організації нового Інтернаціоналу, замінивши там Людвіка Варинського. У жовтні 1882 року Казимир Длуський поїхав до Парижа з рекомендаційним листом від Йоганна-Філіппа Беккера, де мав зв'язатися з Карлом Марксом. Маркс тоді вже тяжко захворів, і зустріч не відбулася. Длуський залишився у Парижі, де вивчав політичні науки та медицину. Паризька квартира Длуських була відчинена для політичних емігрантів з Польщі. Їх гостями були люди, котрі згодом стали президентами Республіки Польща: Станіслав Войцеховський та Ігнацій Мосцицький. Член Націонал-соціалістичної комуни з 1888 року.
Повернувшись додому у 1902 році, він створив санаторій у Закопане для людей із захворюваннями легенів, у тому числі туберкульозу (з 1928 року — Військовий санаторій у Закопане). Він також є одним із засновників служби швидкої допомоги «Татра» (і його першим президентом протягом 1910—1919 років) та Татранського Музею імені Тіта Чалубінського. Він був членом Народної ліги. У 1919 році його делеговано Державним главою Юзефом Пілсудським до Польського національного комітету — замість Ігнація Яна Падеревського він став делегатом на мирній конференції в Парижі.
Після повернення він приєднався до Варшавського протитуберкульозного товариства, Шкільної протитуберкульозної ліги, Асоціації боротьби з раком та Асоціації боротьби з алкоголізмом. Він був членом Громадського виконавчого комітету з питань оборони держави у 1920 році. Разом із дружиною Броніславою, старшою сестрою Марії Склодовської-Кюрі, яка також була лікарем, у другій половині 1920-х років XX століття вони відкрили в Аніні під Варшавою на сучасній вул. М. Кайки протитуберкульозний профілакторій. Також придбали майно для функціонування вже діючого профілакторію на просп. Вілановська, який у 1922 році віддали робітничому відділу виховання та догляду за дітьми, що діяв при Польській соціалістичній партії. У 1930 році профілакторій в Аніні закрили. Броніслава долучилася на прохання своєї сестри Марії до будівництва Інституту радіуму у Варшаві і жила там, контролюючи будівництво.
Казимир Длуський помер в Отвоцьку, похований на цвинтарі шанованих на Пенксовому Бжизку у Закопане (сектор П, ряд № I, могила № 61I62).

## Публікації
- Прогноз на туберкульоз легень, 1926 рік.
- Про відкриті порожнини в туберкульозних легенях.

## Відзнаки
- Орден Відродження Польщі (1928 рік)[14]
- Офіцерський хрест ордена Відродження Польщі (2 травня 1923 року)[15]